# Сад в Бордигере
«Сад в Бордигере, утро» (фр. Jardin à Bordighera, impression de matin) — картина Клода Моне.
На картине изображён сад со средиземноморскими пальмами и цветущими кустами на переднем плане, из-за деревьев выглядывает колокольня церкви Святой Марии Магдалины. Картина написана масляными красками на холсте и имеет размеры 65,5 × 81,5 см.
Картина написана в 1884 году, когда Моне предпринял путешествие на юг Франции и в Италию и на некоторое время остановился в городке Бордигера, что расположен в Италии, недалеко от французско-итальянской границы. Здесь им за 79 дней было написано 38 картин. «Все прекрасно, каждый день пейзаж ещё краше, и я очарован городком», — писал художник своему маршану (продавцу картин) Дюран-Рюэлю в Париж.
Первоначальный размер картины был впоследствии изменен: при исследовании холста в реставрационных мастерских Эрмитажа оказалось что справа полоса живописи шириной не менее 6 см загнута за подрамник, причем холст обрезан прямо по краске и кромка не сохранилась, следовательно картина была еще шире.
До 1945 года картина находилась в коллекции Отто Кребса, во время Второй мировой войны была захвачена советскими войсками и отправлена в СССР в счет репараций; долгое время хранилась в запасниках Государственного Эрмитажа и была показана лишь в 1995 году на Эрмитажной выставке трофейного искусства; с 2001 года числится в постоянной экспозиции Эрмитажа и с конца 2014 года выставляется в Галерее памяти Сергея Щукина и братьев Морозовых в здании Главного Штаба (зал 403).